# La più grande storia mai raccontata
La più grande storia mai raccontata (The Greatest Story Ever Told) è un film del 1965 diretto da George Stevens in Technicolor.

## Trama
La vita completa di Gesù, fedele alla narrazione dei quattro vangeli ed inizia con l'arrivo dei magi. Poi continua con l'ira di Erode il grande, l'adorazione dei magi nella grotta di Betlemme, la strage degli innocenti, la fuga in Egitto, le rivolte dei giudei in Gerusalemme dopo la morte di Erode represse nel sangue dalle legioni romane, il battesimo di Gesù nel fiume Giordano, l'inizio del ministero, la scelta dei discepoli, la predicazione e i miracoli, la morte di Giovanni Battista, la resurrezione di Lazzaro, l'entrata trionfale a Gerusalemme di Gesù, la cacciata dei mercanti dal Tempio, l'ultima cena, il tradimento di Giuda Iscariota, la preghiera all'orto del Getsemani, l'arresto, il processo dinanzi Caifa, Ponzio Pilato ed Erode Antipa, la via al Calvario, la crocifissione insieme ai due ladroni nel Golgota, la deposizione nel sepolcro ed, infine, l'annuncio del risorto agli apostoli.

## Produzione
The Greatest Story Ever Told è nata come serie radiofonica negli Stati Uniti nel 1947, con episodi di mezz'ora ispirati ai Vangeli. La serie è stata adattata nel 1949 in un romanzo di Fulton Oursler, scrittore della rivista Reader's Digest. Darryl F. Zanuck, produttore della 20th Century Fox, acquisì i diritti cinematografici del romanzo di Oursler subito dopo la pubblicazione, ma non portò mai il progetto in pre-produzione. Nel 1958, quando George Stevens stava producendo e dirigendo Il diario di Anna Frank per la 20th Century Fox, si rese conto che lo studio possedeva i diritti di proprietà del romanzo di Oursler. Stevens creò quindi una società, "The Greatest Story Productions", per filmare il romanzo.
Ci vollero due anni per scrivere la sceneggiatura. Partecipò alla produzione anche il poeta Carl Sandburg. Durante la pre-produzione cominciarono a crescere eccessi finanziari. Stevens commissionò all'artista francese André Girard la preparazione di 352 dipinti ad olio di scene bibliche da usare come storyboard. Sembra inoltre che il regista si sia anche recato in Vaticano per chiedere consiglio a papa Giovanni XXIII.
Nell'agosto del 1961, la 20th Century Fox si ritirò dal progetto, osservando che 2.3 milioni di dollari erano stati spesi senza che nulla fosse stato ancora girato. Stevens spostò allora il progetto alla United Artists. Nel frattempo la Metro-Goldwyn-Mayer aveva proceduto con il suo grande film sulla vita di Cristo, Il re dei re, interpretato da Jeffrey Hunter nel ruolo di Gesù, che fu girato in Spagna e che quando venne distribuito era quasi un'ora più corto de La grande storia mai raccontata.

### Cast
Per La più grande storia mai raccontata, Stevens lanciò l'attore svedese Max von Sydow nel ruolo di Gesù. Von Sydow non era mai apparso in un film di lingua inglese ed era noto per le sue interpretazioni nei film drammatici di Ingmar Bergman. Stevens voleva un attore sconosciuto al pubblico internazionale, che privasse nella mente del pubblico eventuali associazioni laiche e sconvenienti.
La più grande storia mai raccontata è caratterizzato da apparizioni di una serie di attori noti, molti dei quali in camei. Alcuni critici si lamentarono del grande cast che distraeva la solennità, in particolare la comparsa di John Wayne nel ruolo del centurione romano che commenta la crocifissione, con la sua voce ben nota, affermando: "Quest'uomo era davvero il Figlio di Dio".

### Riprese
Stevens girò La più grande storia mai raccontata nel Sud-Ovest degli Stati Uniti, in Arizona, California, Nevada e Utah. Lago Pyramid in Nevada rappresentava il mar di Galilea, il lago di Moab nello Utah è stato scelto per filmare il Discorso della Montagna e la Valle della Morte in California è stata la cornice del viaggio di quaranta giorni di Gesù nel deserto.
Stevens ha spiegato la sua decisione di utilizzare gli Stati Uniti piuttosto che il Medio Oriente o l'Europa nel 1962: "Ho voluto ottenere un effetto di grandezza come sfondo a Cristo, e nessuna delle aree della Terra Santa possono competere con l'emozione del Sud-Ovest americano" disse. "So che il Colorado non è il Giordano, né lo Utah meridionale la Palestina. Ma la nostra attenzione è quella di idealizzare la zona e si può fare meglio qui".
Quarantasette set sono stati costruiti, in location e in studi di Hollywood, per accogliere la visione di Stevens.
Le riprese furono pianificate della durata di tre mesi, ma ci vollero nove mesi di più a causa di numerosi ritardi e battute d'arresto (la maggior parte dei quali erano a causa dell'insistenza di Stevens di girare decine di ripetizioni di ogni scena). Joseph Schildkraut morì prima di completare la sua interpretazione di Nicodemo, il che richiese di riscrivere alcune scene. Il direttore della fotografia William C. Mellor ebbe un attacco di cuore fatale durante la produzione. Lo sostituì Loyal Griggs, che aveva vinto un Academy Award per la fotografia del film di Stevens Il cavaliere della valle solitaria del 1953. Joanna Dunham, che interpreta Maria di Magdala, rimase incinta, il che richiese riprogettazioni di costumi e angolazioni di ripresa scelte con cura.
Gran parte della produzione fu girata durante l'inverno del 1962-1963. Stevens coinvolse due registi veterani: Jean Negulesco filmò le sequenze per le strade di Gerusalemme, mentre David Lean girò il prologo caratterizzato da Erode il Grande. Lean scelse Claude Rains per interpretare Erode.
Le riprese furono completate nel mese di agosto 1963. Il bilancio raggiunse 20 milioni di dollari, più ulteriori spese di edizione e promozione, che lo rendono il film più costoso girato negli Stati Uniti.